# Río Ulya
El río Ulya o Ulia (en ruso: Река Улья, que significa río Colmena) es un corto río costero asiático ruso, que desemboca en el mar de Ojotsk y que discurre por el norte del krai de Jabárovsk. Tiene una longitud de 325 kilómetros y drena una amplia cuenca de 15 500 km² (un poco mayor que países como Montenegro, Bahamas, Catar o Gambia). 
El Ulya se origina en la montes Dzhugdzhur y fluye en dirección noreste, paralelo a la costa, por un profundo valle entre las cordilleras Ulinsky y Dzhugdzhur. Luego se vuelve hacia el este hasta llegar al mar de Ojotsk, a unos 100 km al suroeste del puerto de Ojotsk. Se congela a finales de octubre/principios de noviembre y permanece bloqueado por el hielo hasta mayo. Su régimen es pluvio-nival. En sus aguas desova el salmón.

## Historia
El primer ruso en llegar al Ulya fue Iván Moskvitin, procedente de Yakutsk, al frente de un grupo de 49 cosacos, los primeros rusos que alcanzaron el mar de Ojostk. 
Partieron el 28 de julio de 1639 y navegaron aguas abajo en el río Lena y luego remontaron el río Aldán y siguieron por el río Maya, uno de sus tributarios de la margen derecha, hasta su boca. Tras realizar bastantes portajes lograron llegar al Pacífico descendiendo por el valle del río Ulya a mediados de septiembre. Los cosacos de Moskvitin construyeron un campamento de invierno en la costa del mar de Ojotsk, cerca de la desembocadura del Ulya.
Seis años más tarde, la segunda expedición rusa que llegó a Ojotsk fue la de Vasili Poyárkov, la primera que exploró la región del río Amur y que utilizó el valle del Ulya en su viaje de regreso. Reutilizaron las chozas de Moskvitin en 1646.